# フアン・カサレス
フアン・ラモン・カサレス・セビジャーノ（スペイン語: Juan Ramón Cazares Sevillano、1992年4月3日 - ）は、エクアドルのサッカー選手。元エクアドル代表。ポジションはMF。

## クラブ歴

### ユース時代
エスメラルダス県キンインデで生まれ、幼い頃にグアヤキルに引っ越し、2006年に14歳でバルセロナSCの下部組織に加入した。しかし出場機会に恵まれず2009年にCSノルテ・アメリカに移籍、同年CSDインデペンディエンテJTに移籍。インデペンディエンテ・デル・バジェでは2009年にセリエBで選手デビュー。9月6日には選手初得点も記録した。

### リーベル・プレート
2010年1月にプリメーラ・ディビシオン・デ・アルヘンティーナのCAリーベル・プレートに期限付き移籍。当初はリザーブチームに回されたが、戦力として認められ、翌年8月に完全移籍。この時リーベル・プレートはインデペンディエンテ・デル・バジェから彼の所有権の50%を50万米ドルで買取、残り50%は100万米ドルで後に売られる事となった。
2011年12月7日のコパ・アルヘンティーナでアレハンドロ・ドミンゲスに代わって出場しアルゼンチンデビュー。リーベル・プレートで初めて出場したエクアドル人選手となった。2012年にはBチームでレギュラーを取ってU-20コパ・リベルタドーレス2012で最優秀選手に輝いた。
2012-13シーズンに先立ってマティアス・アルメイダ監督が彼をトップチームに帯同させた。2012年8月26日にマヌエル・ランシニと交代で出場し、プリメーラ・ディビシオン初出場。次節にはスターティングメンバーに抜擢された。しかしアルメイダ監督が解任されラモン・ディアスが監督に就任すると出場機会は減少、レンタル要員となった。
2013年2月25日に古巣バルセロナSCに6ヶ月の期限付き移籍。3月10日にホセ・アジョビに代わって出場し初出場。しかし、もう1試合に出場したのみでレンタル期間が満了した。
2013年7月10日にプリメーラB・ナシオナルのCAバンフィエルドに1年の期限付き移籍、アルメイダ監督の下で再びプレーする事となった。8月5日にプリメーラB・ナシオナルで初出場。12月7日に初得点。ここではレギュラーとして38試合に出場し4得点、リーグで優勝し1部昇格に貢献した。2014年7月にレンタル期間を18ヶ月延長、150万米ドルでインデペンディエンテ・デル・バジェが保有している彼の所有権の50%を買い取る条項もついた。

### アトレチコ・ミネイロ
2016年12月27日にカンピオナート・ブラジレイロ・セリエAのアトレチコ・ミネイロに加入する事で合意。アトレチコ・ミネイロはインデペンディエンテ・デル・バジェから150万米ドルで所有権の50%を買い取った。年明けの1月4日に合流したが、前所属クラブとの手続き上の問題から登録は2月23日までずれ込んだ。
2月24日にコパ・リベルタドーレス2016で移籍後初出場。3月17日の同杯CSDコロコロ戦で初得点。カンピオナート・ブラジレイロ・セリエAでは、5月14日にサントスFCから初得点をあげた。コパ・アメリカ・センテナリオに帰還した6月にAAポンチ・プレッタ、SCコリンチャンス・パウリスタから点を奪い、月末にボタフォゴFRからは2点を奪うという好調を見せた。しかしレギュラーとして定着してきたところで太股を負傷、1ヶ月程の離脱となった。12月7日のコパ・ド・ブラジル決勝では自陣から得点を決めたが、2戦合計で3-1となり敗れた。同年10得点でロビーニョ、ルーカス・プラット、フレッジに次いでチーム4位の得点を獲得。
2017年は4月27日にコパ・リベルタドーレス2017で初得点。5月4日には同杯で2得点、7日にはカンピオナート・ミネイロで決勝点のアシストをし、アトレチコ・ミネイロで初タイトルを獲得した。

## 代表歴
U-20代表として2011 南米ユース選手権と2011 FIFA U-20ワールドカップに参加し、前者ではコロンビアU-20代表から得点した。
2014年9月6日に行われたA代表のボリビア代表との親善試合でスターティングメンバーに名を連ね初出場、1得点を奪い代表初得点も記録した。その後代表のレギュラーに定着しコパ・アメリカ2015、コパ・アメリカ・センテナリオに出場した。

## 個人成績
2018年6月16日現在
代表での得点
| # | 日付         | 場所                                             | 対戦相手 | 得点 | 結果 | 大会     |
| - | ------------ | ------------------------------------------------ | -------- | ---- | ---- | -------- |
| 1 | 2014年9月6日 | フォートローダーデール・ロックハート・スタジアム | ボリビア | 2–0  | 4–0  | 親善試合 |

試合数
- 国際Aマッチ 22試合 1得点（2014年 - 2021年）

| エクアドル代表 | 国際Aマッチ | 国際Aマッチ |
| 年             | 出場        | 得点        |
| -------------- | ----------- | ----------- |
| 2014           | 3           | 1           |
| 2015           | 8           | 0           |
| 2016           | 6           | 0           |
| 2017           | 4           | 0           |
| 2021           | 1           | 0           |
| 通算           | 22          | 1           |